# Luke Kenichi Muto
Luke Kenichi Muto (jap. ルカ 武藤 謙一) ist ein japanischer anglikanischer Geistlicher, Bischof von Kyūshū und ehemaliger Primas (2020 bis 2024) der Nippon Sei Ko Kai.

## Leben
Im Dezember des Jahres 2012 wurde Kenichi Muto zum Bischof von Kyūshū geweiht. Die Konsekration übernahm Bischof Nathaniel Makoto Uematsu.
Bischof Luke wurde während einer Generalsynode (27.–19. Oktober), die aufgrund von Corona-Restriktionen online abgehalten wurde, im Jahr 2020 zum 19. Primas der Nippon Sei Ko Kai gewählt. Er folgte auf Nathaniel Makoto Uematsu. Die Amtszeit beträgt zwei Jahre. Es ist aber möglich mehrere Male gewählt zu werden. Kurz darauf wurde er am 5. November bei einem Gottesdienst in der St. Mary’s Church in Toyama in das Amt eingeführt. An diesem Ereignis nahmen alle elf Bischöfe teil. 2024 folgte ihm David Eisho Uehara als Primas nach.
In seine Amtszeit als Primas fällt die erste Ernennung eines weiblichen anglikanischen Bischofs in Japan und ganz Ostasien. Maria Grace Tazu Sasamori erhielt den Bischofssitz von Hokkaido in Nachfolge von Nathaniel Makoto Uematsu und wurde im Jahr 2022 in der Christ Church Cathedral in Sapporo geweiht. Die Ordination von Frauen ist in Teilen der Kirche umstritten.